# Pangea Tea
Pangea Tea s.r.o. je česká velkoobchodní a maloobchodní společnost obchodující s čajem; pod četnými obchodními značkami prodává čaje jiných výrobců, které si však nechává vyrábět dle vlastních instrukcí. Společnost od roku 1993 do roku 2015 provozovala Růžovou čajovnu v Praze, jedno z prvních zařízení tohoto typu v Česku, kde byla organizována řada kulturních a společenských akcí.

## Historie
- Od roku 1991 prodává čaje společnost manželů Křivánkových pod názvem Růžová čajovna[2]
- Od roku 1993 provozovala Růžovou čajovnu v Praze [2][3]
- Od roku 1998 prodává čaje i obchodním řetězcům.[2][4]
- V roce 2003 byla společnost přejmenována na Pangea Tea s.r.o. [5]